# Puffin d'Audubon
Puffinus lherminieri
Espèce
Statut de conservation UICN

 LC  : Préoccupation mineure
Le Puffin d'Audubon (Puffinus lherminieri) est une espèce d'oiseau marin pélagique aux mœurs nocturnes.

## Dénomination
Son nom scientifique, Puffinus lherminieri, est un hommage au naturaliste Félix Louis L'Herminier.
Son nom commun, Puffin d'Audubon, a été donné par René-Primevère Lesson en l'honneur du célèbre ornithologue Jean-Jacques Audubon. En 2023, la Société américaine d'ornithologie annonce qu'elle va procéder au changement du nom commun de cette espèce, afin que celui-ci mentionne les particularités physiques de l'oiseau, et en raison du rôle esclavagiste de Jean-Jacques Audubon,.

## Description
Cet oiseau mesure environ 30 cm pour une envergure de 69 cm. Il ne présente pas de dimorphisme sexuel.
Les parties supérieures brunes contrastent avec les inférieures claires.

## Comportement
Cet oiseau vole à la manière typique des puffins : battements d'ailes rapides alternant avec phases planées. Il passe l'essentiel de sa vie en mer et ne vient à terre que la nuit, pour se reproduire. Pour cela il se regroupe en colonies, préférentiellement sur des îles et îlots dans des mers chaudes.

## Systématique
L'espèce Puffinus lherminieri est subdivisé en trois clades en fonction de la zone où niche les populations :

### Cladelherminieri
- P. l. lherminieri (Mer des Caraïbes)
- P. l. baroli (Açores et îles Canaries - Atlantique est)
- P. l. boydi (îles du Cap-Vert - Atlantique est)

### Cladepersicus
- P. l. persicus (île Kuria Munia - Mer d'Arabie)
- P. l. temptator (Comores - Océan Indien)

### Cladebailloni
- P. l. bailloni (Mascareignes - Océan Indien)
- P. l. dichrous (Polynésie - Nord-Ouest de l'Océan Indien et peut-être la Mélanésie)

### Clade indéterminé
- P. l. gunax (îles Banks, Vanuatu)
- P. l. bannermani (archipel d'Ogasawara - Nord-ouest du Pacifique)